# Counter-Strike 2
Counter-Strike 2 (förkortat: CS2), tidigare även Counter-Strike: Source 2 (CS:S2), är ett tävlingsinriktat flerspelarspel i genren förstapersonsskjutare (FPS) utvecklad av Valve Corporation på deras spelmotor Source 2. Spelet är en del av Counter-Strikeserien, en datorspelserie av liknande förstapersonsskjutare, och är det femte spelet i huvudserien. Valve tillkännagav spelet 22 mars 2023 och släppte det som öppen beta 1 september med fullt släpp 27 september samma år.
Spelet är en uppföljare, gratis uppgradering och ersättare av Counter-Strike: Global Offensive (CS:GO), lovandes stabilare underliggande system, nytt tick-system, nya tävlingsrelevanta funktioner och detaljer, renoverade banor och spelbalans, bättre grafik med mera.
Uppgraderingen bygger på att spelet byter spelmotor från den äldre motorn Source (sedermera Source 1), till den moderna uppföljaren Source 2. Bland spelförändringarna finns bland annat ändrade rökgranater, vars rökläggning drar sig undan från skott och explosioner för att bilda titthål efter projektilbanorna eller helt avkylas en kort period vid kraftig explosion. Det enskottsdödliga prickskyttegeväret AWP (Arctic Warfare Police) har nu även spårljus för att hjälpa motståndare lokalisera skytten efter eld.

## Spelupplägg
Likt det tidigare spelet i serien, är Counter-Strike 2 ett taktiskt flerspelarspel i förstapersonsperspektiv, där två lag tävlar om att klara olika mål beroende på vilket spelläge som valts. Spelarna är uppdelade i två lag: antiterrorister och terrorister. Varje spelläge har olika mål och är uppdelat i flera omgångar, och mellan omgångarna kan spelaren köpa olika vapen och utrustning till användning. Spelaren har ett liv per omgång, vilket betyder att om spelaren dör kan den inte spela igen förrän nästa omgång.
Det finns två huvudkategorier som alla spellägen är indelade i: Matchning (flerspelarläge) och Övning (enspelarläge). I matchning blir spelaren ihop matchad med andra spelare över internet för att spela tillsammans med eller mot. I övning får spelaren spela med datorn, alltså med eller mot bottar. Under dessa två kategorier finns fem spellägen, vissa av dem är bara tillgängliga i matchning. De klassiska bomb- och gisslanscenarierna är med i de flesta spellägena.
- Premier: är ett nytt spelläge i endast matchning. Spelaren kan inte direkt önska eller köa till en karta att spela på, utan istället används ett röstningssystem där spelarna deltar om vilken karta som ska spelas på. Spelläget har också ett nytt rangordningssystem, där spelaren får en numerisk rang för varje karta beroende på spelarens prestation på den.[6] Spelläget är mer tillägnat åt spelare som är väldigt seriösa och vill närma sig något åt den proffsiga inriktningen.[7]

- Competitive: är spelets ursprungliga läge där två lag med fem spelare var möter mot varandra (alltså 5 mot 5). Spelaren kan köa till en önskad karta, och läget kan spelas i totalt 24 omgångar men där det lag som först når 13 vinster vinner matchen.[5][8] Det tidigare rangordningssystemet (en medalj för alla kartor) finns fortfarande i detta läge.[9] I övriga fall liknar spellägena Premier och Competitive varandra.

- Casual: är samma läge som Competitive, men utan något rangordningssystem, och är därmed ett mer lättsamt spelläge. Spelarantalet är också fördubblat, från 5 mot 5 till 10 mot 10.[5]

- Wingman: är samma spelläge som i Global Offensive. I detta läge spelas 2 mot 2 i ett bombscenario, och det lag som först når nio poäng vinner matchen.[10]

- Deathmatch: är ett läge där inga lag finns, utan alla spelare har målet att döda varandra upprepade gånger.[11] En spelare ska alltså döda så många som möjligt under 10 minuter, och spelarna återupplivas direkt efter att ha blivit dödade, således finns inga omgångar i detta läge. Den spelare som har dödat flest andra spelare vinner matchen.[7]

## Utveckling och utgivning
Counter-Strike 2 skapades med spelmotorn Source 2 som en uppgradering av det föregående spelet Counter-Strike: Global Offensive. Det är det första spelet i Counter-Strikeserien på över tio år. Parallellt med spelmotorsförändringen utvecklades även en ny serverarkitektur, som möjliggör ett "sub-tick"-system där spelarens indata synkroniseras. En annan ny finess är rökgranaters rökläggning som drar sig undan från skott och explosioner för att bilda titthål efter projektilbanorna eller helt avkylas en kort period vid kraftig explosion.
Flera kartor från Global Offensive blev uppgraderade för att kunna utnyttja funktionerna i Source 2, till exempel ljussättning och textur. Valve delade in kartorna i tre olika grupper när de skulle uppgraderas: "Touchstone" för kartor som var oförändrade i layouten (exempelvis Dust II), "Upgrades" för kartor som fått storskaliga grafiska uppgraderingar med egenskaper från Source 2, och "Overhauls" för kartor som byggts om från grunden. Alla kosmetiska föremål överfördes från Global Offensive till Counter-Strike 2, med vissa justeringar på vapens ytbehandling för att anpassa de uppdaterade standardvapnen.
Counter-Strike 2 tillkännagavs officiellt i mars 2023, och tre videor som visar nya förändringar släpptes. Kort tid efter släpptes en betaversion av Counter-Strike 2, under namnet "Limited Test" och var en uppdatering till Global Offensive. Under betaversionens tid släpptes uppgraderade kartor och förändringar med tiden. Den 1 september 2023 släpptes betaversionen för alla som hade köpt Global Offensive innan det blev gratis att spela och för dem som var aktiva i de tävlingsinriktade spellägena.
Counter-Strike 2 släpptes allmänt den 27 september 2023 och ersattes som en uppgradering till Global Offensive på Steam, vilket gjorde att Global Offensive försvann med undantag för vissa communityservrar och Xbox 360-versionen. Viss innehåll från Global Offensive togs också bort, såsom spellägena Kapprustning och Danger Zone, och alla de 167 prestationerna. Endast tio kartor ingick vid utgivningen av Counter-Strike 2.

## Skins
Skins har blivit en av de mest ikoniska delarna av Counter-Strike. Skins eller virtuella föremål i spel är främst kosmetiska föremål som spelaren kan låsa upp från lådor, få som belöning för spelande eller köpa från andra spelare. Skins kan vara av olika kvalitet och deras sällsynthet och därmed pris varierar mycket. Skinsen påverkar inte spelupplevelsen eller spelmekanikerna utan ändrar bara utseendet på till exempel ett vapen eller kniv. Skins har flera egenskaper såsom nivå, sällsynthetsklass, mönster och slitage som påverkar föremålets efterfrågan och värde. Det högsta enskilda köperbjudandet för ett virtuellt föremål är cirka 15.6 miljoner svenska kronor.

## Mottagande
| Mottagande      | Mottagande    |
| Samlingsbetyg   | Samlingsbetyg |
| Tjänst          | Betyg         |
| --------------- | ------------- |
| Metacritic      | 80/100        |
| Recensionsbetyg |               |
| Publikation     | Betyg         |
| Gamereactor     | 8/10          |

Enligt samlingsbetygswebbsidan Metacritic fick Counter-Strike 2 "allmänt gynnsamma" omdömen baserade på nio recensioner.

### Spelares omdömen
I början var spelare kritiska till att Global Offensive hade tagits bort från Steam, vilket resulterade att även spellägen som Kapprustning försvann i Counter-Strike 2. Och så hindrades Mac-spelare från att spela Global Offensive, trots att det egentligen stödde det operativsystemet. På grund av detta fick spelet hundratals negativa recensioner på Steam under en kort tid vid utgivningen, varav de flesta gömdes av de två miljoner recensioner som tidigare gjorts för Global Offensive, varav majoriteten var positiva.
Graham Smith, på Rock Paper Shotgun, kommenterade att Counter-Strike 2 borde inte ha använt recensioner från Global Offensive för att stötta sig eftersom de två var olika spel, och att om recensionerna enbart gällde Counter-Strike 2 hade de gett ett omdöme som var 59 procent positivt. Den 11 oktober 2023 rapporterades det av Insider Gaming och PCGamesN att Counter-Strike 2 hade blivit den lägst rankade Valve-utgåvan genom tiderna, där den främsta orsaken var spelets prestanda och borttagandet av innehåll enligt kritik från spelare.